# يكترينا مارينيكوفا
يكترينا مارينيكوفا (بالروسية: Маренникова, Екатерина Александровна) مواليد 29 أبريل 1982 في سانت بطرسبرغ، هي لاعبة كرة يد روسية تلعب كجناح أيسر. مثلت منتخب روسيا لكرة اليد للسيدات. شاركت في دورة الألعاب الأولمبية الصيفية سنة 2008.

## سجل المنافسة
شاركت في البطولات التالية:
- الألعاب الأولمبية الصيفية 2012
- الألعاب الأولمبية الصيفية 2016
- بطولة العالم لكرة اليد للسيدات 2015
- بطولة أوروبا لكرة اليد للسيدات 2014

## الميداليات
| الميدالية | المسابقة                            |
| --------- | ----------------------------------- |
| ذهبية     | الألعاب الأولمبية الصيفية 2016      |
| فضية      | الألعاب الأولمبية الصيفية 2008      |
| ذهبية     | بطولة العالم لكرة اليد للسيدات 2005 |

## روابط خارجية
- يكترينا مارينيكوفا على موقع الاتحاد الأوروبي لكرة اليد (الإنجليزية)
- يكترينا مارينيكوفا على موقع أوليمبيديا (الإنجليزية)